# Marcus Douthit
Marcus Douthit (Syracuse, 15 april 1980) is een Amerikaans-Filipijns professioneel basketballer. Douthit verkreeg in 2011 de Filipijnse nationaliteit en speelt sindsdien voor het Filipijns nationaal basketbalteam.

## Biografie
Douthit werd geboren op 15 april 1980 in Syracuse in de Amerikaanse staat New York. Hij speelde vier jaar lang collegebasketbal voor Providence College, in de 1e divisie van de NCAA. Met zijn totaal van 295 blocks in vier jaar kwam hij op de 2e plek aller tijden terecht voor zijn college. 
In 2004 werd bij de NBA Draft als 56e door de Los Angeles Lakers. Hij haalde het eerste team van de Lakers echter niet en speelde daarop van 2004 tot 2005 in België voor Royal BC Verviers-Pepinster en Spirou Charleroi. In 2005 keerde hij terug naar de Verenigde Staten waar hij van 2005 tot 2007 speelde voor de Albuquerque Thunderbirds. In het seizoen 2006/2007 kondigde de Lakers aan Douthit te willen contracteren. Dit ging echter niet door. Het seizoen begon hij als speler van de Los Angeles Clippers. Na twee wedstrijden in het voorseizoen werd hij ook bij dat NBA team niet opgenomen in de definitieve selectie. Hij speelde daarop twee jaar voor het Turkse Antalya Büyükşehir Belediyespor. Ook kwam hij kortstondig uit voor teams in Puerto Rico en Venezuela, voor hij van 2009 tot 2010 zijn geld verdiende in de Russische competitie.   
In mei 2010 werd Douthit uitgenodigd tijdens de 2010 MVP Invitational Championships te komen spelen voor Smart Gilas, het Filipijns nationaal basketbalteam. Kort daarop werd duidelijk dat Douthit zich tot Filipino zou laten naturaliseren, zodat hij ook in internationale competities als het Aziatische kampioenschap voor de Filipijnen kon uitkomen. Kort daarop kwam hij in juli 2010 voor de Filipijnen uit bij de William Jones Cup. In maart 2011 was het naturalisatieproces doorlopen en kon hij vaker uitkomen voor de Filipijnen. Zo maakte hij in 2011 deel uit van de selecties voor de William Jones Cup en het FIBA Asia Championship. Ook speelde hij een belangrijke rol in het team dat op het Aziatisch kampioenschap basketbal 2011 de vierde plaats behaalde. In 2013 werd Douthit ook opgenomen in de selectie voor het Aziatisch kampioenschap basketbal 2013 in Manilla.